# Delebio
Delebio é uma comuna italiana da região da Lombardia, província de Sondrio, com cerca de 2.985 habitantes. Estende-se por uma área de 22 km², tendo uma densidade populacional de 136 hab/km². Faz fronteira com Andalo Valtellino, Colico (LC), Dubino, Pagnona (LC), Piantedo, Premana (LC), Rogolo.

## Demografia
| Variação demográfica do município entre 1861 e 2011                               |
|                                                                                   |
| Fonte: Istituto Nazionale di Statistica (ISTAT) - Elaboração gráfica da Wikipedia |